# 密云水库
密云水库位于北京市密云区城区北16公里处，横跨潮河和白河，是中国华北地区最大的综合性水利工程。1985年被列为一级水源保护区。按千年一遇洪水设计、万年一遇洪水校核，设计水位157.5米。挡水建筑物的两座主坝，五座副坝，总长4,559.8米。输水建筑物有：白河发电输水隧洞，潮河输水隧洞，水九引水隧洞。泄水建筑物有：第一、二、三溢洪道，走马庄隧洞（不参加泄洪），白河泄空隧洞，潮河泄空隧洞，潮河人防洞。

## 历史
1949年之后，中华人民共和国中央政府出于战略水源储备及河水治理的需要，于1958年9月1日汛后开始兴建密云水库，密云水库兴建时的目的是防洪、灌溉、发电、养鱼。当时北京城区供水靠地下水及官厅水库就足以解决。设计灌溉面积600万亩。开工时定下了“一年拦洪、两年建成”的时限。由清华大学水利系设计，“边勘察、边设计、边施工”。北京、天津、河北的大量民工、水利电力部工程局参与建设。经过10个月的京冀28个区县20万民工奋战，到1959年6月底汛期到来时，潮河主坝和几座副坝已修筑到预定高程。1959年的汛期，潮白河再发历史大洪水。1959年7月的第一次洪峰就冲毁了围堰；进入8月，上游连续暴雨，入库流量达每秒3100立方米。已建成的水库大坝把洪峰流量消减到只剩十分之一下泄，拦蓄了8亿多立方米的洪峰水量。1960年9月建成。
1960年至1976年继续完善施工，包括溢洪道牛腿加固、潮河隧道出口加固、白河电站屋顶加固等。 
1965年2月，首次蓄水至147米。1974年12月，水库蓄水至153米，蓄水量达到32.44亿立方米。1975年增设第三溢洪道。
1976年7月唐山大地震密云水库坝区地震烈度6.5度。白河主坝迎水面保护层发生了溜坡险情，动员了解放军、当地农民社员、北京城区机关干部40余万人加固抢险白河主坝，增设潮河泄空洞、白河泄空洞及潮河人防洞。为此，密云水库弃水16.859亿方。一年内修复白河主坝，抛石30万方，花费2亿多元。此后5年，华北及潮白河流域连年特大干旱，密云水库来水稀少，至1981年密云水库蓄水仅有3.3亿立方米。北京城区供水也到了极危急时刻。1981年8月11日国务院召集京津冀三省市召开紧急会议，决定密云水库停止向津冀农业灌溉供水，“弃农压工保生活”，改为保证北京生活用水供应。从此至今，密云水库每年都雷打不动地为北京提供6到8亿立方米饮用水。1985年，北京出台《北京市密云水库、怀柔水库、京密引水渠水源保护暂行办法》，将密云水库、官厅水库和京密引水渠划为一类水源保护区。现在，密云水库为全封闭管理，禁止无关人员接近水库水线，禁止养鱼，禁止坝上的商业、餐饮、娱乐开发。2003年，密云水库彻底清除了网箱养鱼。
1994年，密云水库建成以来最大入库洪峰每秒3670立方米。1994年9月16日，密云水库历史最大蓄水量33.58亿立方米，历史最高水位153.98米。现建有密云水库历史最高水位碑。但按照防洪要求，汛限水位150m，在5年内弃水11.627亿方（1994年0.819亿、1995年3.394亿、1996年2.075亿、1997年3.364亿、1998年1.975亿）。1995年6月1日至16日，密云水库因受汛限水位的限制，根据水利部下达的调度命令，密云水库开闸放水，将水库水位由151.82ｍ降低至150.0ｍ，以策安全。历时16天，放2.67亿方，最大放水流量246方/秒，其中0.5亿方引入京密引水供城市使用，约0.7亿方补充了下游密云、怀柔、顺义、通县潮白河两岸的地下水，经潮白河流向下游的水量约1.5亿方（苏庄站）。1996年，完成对2座主坝、5座副坝的加固工程，花费4亿元。1998年后对部分挡水及输泄水建筑物进行了全面的安全加固。1999年汛前完成155m以下移民。2002年，清华大学水利水电工程系重新论证密云水库汛限水位调整为152.0m，被国家防总采纳。
从1959年6月大坝主体建成至今，潮白河上游共出现每秒1000立方米以上的大流量23次。尚未发生大于十年一遇的洪水。其中，相当于十年一遇的洪水有一次（1974年），介于五年到十年一遇的有两次（1964、1973），相当于五年一遇的有一次（1994），其余洪水均小于五年一遇。相对水库的设计洪水标准（千年一遇）、下游潮白河河道防洪标准（五十年一遇）而言，建库以来所发生的洪水都是小洪水。截至2019年，拦蓄大于1000立方米/秒的入库洪峰30余次，其中最大入库洪峰为3670立方米/秒。累计减淹土地近200万公顷。

## 技术指标
潮白河是北京境内流域面积最大的一条河流，历史上对两岸的人民生活造成灾害性影响。为了改变流域状况，保证人民生产生活的顺利进行，中央决定在密云县修建水库。主体建筑按照千年一遇设计，坝体抗震烈度8级设防。
水库面积188平方公里，常年水面面积9133万平方米，最大蓄水面积285平方公里。库容43.75亿立方米。深度40-60米，为华北地区最大的水库，控制潮河、白河上游15788平方公里流域的洪水。
分白河、潮河和内湖3个库区，内湖库区有库心岛。有两座主坝、5座副坝，3座溢洪道，6条输水隧洞，两座电站和一个调节池，自西向东为：
- 白河发电洞
- 北白岩副坝
- 白河支洞
- 白河电站：常规4×15MW，抽水蓄能2×13MW
- 白河主坝：碾压斜墙土坝，高66.5米，坝顶长960米，基础处理最深44m，总方量1300多万方
- 调节池
- 白河放空洞
- 走马庄泄洪洞
- 走马庄副坝：壤土心墙坝
- 西石骆驼副坝
- 南石骆驼副坝
- 南石骆驼隧洞
- 九松山副坝
- 潮河放空洞
- 潮河主坝：碾压斜墙土坝，高56米，坝顶长1000米，基础处理最深17m，总方量560万方
- 第一溢洪道：5个深孔10×6m，泄量4490m3
- 潮河人防洞：长200m，洞径8.2m，泄水槽长104m，尾水渠长200m，进水口底坎高程120.0m。
- 潮河供水洞
- 潮河电站：2×3MW
- 第二溢洪道：5个表孔12×9m，泄量4250m3
- 第三溢洪道：6个表孔12×12.5m，泄量4670m3

坝顶高程160m，防浪墙顶高程161.0m。万年一遇校核洪水位158.5m，校核库容库容41.9亿立方米，千年一遇设计水位157.5m，汛限水位152m，防洪库容18.52亿方，兴利库容19.01亿方。
装机9.2万千瓦，年发电1.1亿千瓦时，建成以来已发电30亿千瓦时。目前只供电网调相。

## 周边环境
沿库修有长110公里的环库公路。水库南侧建有中国航空工业历史博物馆。